# شینیا آرینو
شینیا آرینو (انگلیسی: Shinya Arino؛ زادهٔ ۲۵ فوریهٔ ۱۹۷۲) بازیگر اهل ژاپن است. وی از سال ۱۹۹۰ میلادی تاکنون مشغول فعالیت بوده‌است.